# Rábapatona
Rábapatona – wieś i gmina w północno-zachodniej części Węgier, w pobliżu miasta Győr. Gmina Rábapatona liczy 2451 mieszkańców (styczeń 2011) i zajmuje obszar 39,74 km².

## Położenie
Miejscowość leży na obszarze Małej Niziny Węgierskiej, w pobliżu granicy słowackiej. administracyjnie należy do powiatu Győr, wchodzącego w skład komitatu Győr-Moson-Sopron.